# مطار أوليفر ريجنالد تامبو
مطار أوليفر ريجنالد تامبو (إياتا: JNB، إيكاو: FAOR) هو مطار دولي يخدم مدينة جوهانسبرغ في جنوب إفريقيا. ويحتل المرتبة الثانية في إفريقيا من حيث عدد المسافرين. تبلغ الطاقة الاستعابية للمطار 28 مليون مسافر سنوياً وهو مركز العمليات الرئيسي لشركة خطوط جنوب إفريقيا. يعتبر مطار أوليفر ريجنالد تامبو واحد من ثلاثة مطارات في العالم فقط التي لديها رحلات بدون توقف لجميع القارات الست المأهولة.

## تاريخ
أنشئ المطار في عام 1952 وكان يسمى آنذاك بمطار جان سموتس الدولي (جان سموتس رئيس وزراء سابق لجنوب أفريقيا) وتم تغيير اسم المطار إلى مطار جوهانسبرغ الدولي في عام 1994، وذالك عندما أقرت حكومة جنوب إفريقيا قانوناً يمنع تسمية المطارات بأسماء شخصيات دبلوماسية، ولكن هذا القرار تم إلغاءه لاحقاً وتم تغيير اسم المطار في عام 2006 إلى مطار أوليفر ريجنالد تامبو (أوليفر ريجنالد تامبو رئيس المؤتمر الوطني الإفريقي). عام 2006 كان المطار أول مطار إفريقي يستقبل طائرة من نوع إيرباص إيه 380.

## شركات الطيران

### الركاب
| شركـات طيـران                   | الوجهات | Refs                                                           |
| ------------------------------- | --- | -------------------------------------------------------------- |
| طيران أوسترال                   | Saint-Denis de la Réunion ‏ | [ 3 ]                                                          |
| Air Belgium                     | مطار بروكسل الدولي | [ 4 ] [ 5 ]                                                    |
| الخطوط الجوية البوتسوانية       | Francistown، مطار سير سيريتسي خاما الدولي، Kasane، Maun | [ 6 ]                                                          |
| طيران الصين                     | مطار بكين العاصمة الدولي، مطار شينزين باوان الدولي | [ 7 ] [ 8 ] [ 9 ]                                              |
| إير كوت ديفوار                  | مطار أبيدجان الدولي، مطار ندجيلي | [ 10 ]                                                         |
| الخطوط الجوية الفرنسية          | مطار باريس شارل ديغول | [ 11 ] [ 12 ]                                                  |
| طيران مدغشقر                    | مطار إيفاتو الدولي | [ 13 ]                                                         |
| طيران موريشيوس                  | مطار سير سيووساغور رامغولام الدولي | [ 14 ]                                                         |
| إير بيس                         | مطار نامدي أزيكيوي الدولي، مطار مورتالا محمد الدولي | [ 15 ] [ 16 ]                                                  |
| طيران سيشل                      | مطار سيشل الدولي، مطار فيلانا الدولي | [ 17 ]                                                         |
| طيران زيمبابوي                  | مطار جوشوا مقابوكو نكومو الدولي، مطار روبرت غابريل موجابي الدولي | [ 18 ]                                                         |
| إير لينك                        | مطار إيفاتو الدولي، Beira، Blantyre (تبدأ في 23 سبتمبر 2023)، Bloemfontein، مطار جوشوا مقابوكو نكومو الدولي، مطار كيب تاون، مطار جوليوس نيريري، مطار الملك شاكا الدولي، East London ‏، مطار إنتيبي الدولي، مطار سير سيريتسي خاما الدولي، George، مطار روبرت غابريل موجابي الدولي، Hoedspruit، Kasane، Kimberley، مطار ليلونغوي الدولي (تبدأ في 23 سبتمبر 2023)، Livingstone، مطار كواترو دي فيفيريرو، مطار لوبومباشي الدولي، مطار كينيث كاوندا الدولي، Manzini، مطار مابوتو الدولي، Maseru، Maun، Mbombela، Mthatha، مطار جومو كينياتا الدولي، Nampula، Ndola، Nosy Be ‏، Pemba، Phalaborwa، Pietermaritzburg، Polokwane، Port Elizabeth ‏، Richards Bay ‏، مطار سانت هيليناA، Sishen، Skukuza، Tete، Upington، مطار شلالات فيكتوريا، Vilanculos، Walvis Bay، مطار ويندهوك الدولي عارض: جزيرة أسينشينB | [ 19 ] [ 20 ] [ 21 ] [ 22 ] [ 23 ] [ 24 ]                      |
| أسكاي                           | مطار مايا مايا، مطار دوالا الدولي، مطار ندجيلي، مطار مورتالا محمد الدولي، مطار ليون مبا الدولي، مطار لومي | [ 25 ]                                                         |
| الخطوط الجوية البريطانية        | مطار لندن هيثرو |                                                                |
| كاثي باسيفيك                    | مطار هونغ كونغ الدولي (تستأنف 1 أغسطس 2023) | [ 26 ] [ 27 ]                                                  |
| CemAir                          | Bloemfontein، مطار كيب تاون، مطار الملك شاكا الدولي، George، Hoedspruit، Kimberley، مطار كواترو دي فيفيريرو، مطار كينيث كاوندا الدولي، مطار مابوتو الدولي، Margate، Maun، Plettenberg Bay ‏، Port Elizabeth ‏، Sishen | [ 28 ] [ 29 ] [ 30 ] [ 31 ]                                    |
| كوندور للطيران                  | موسمي: مطار فرانكفورت | [ 32 ]                                                         |
| الكونغو للطيران                 | مطار ندجيليE، مطار لوبومباشي الدولي | [ 33 ] [ 34 ]                                                  |
| خطوط دلتا الجوية                | مطار هارتسفيلد جاكسونM | [ 35 ]                                                         |
| مصر للطيران                     | مطار القاهرة الدولي | [ 36 ] [ 37 ]                                                  |
| إل عال                          | مطار بن غوريون الدولي | [ 38 ]                                                         |
| طيران الإمارات                  | مطار دبي الدولي | [ 39 ]                                                         |
| Eswatini Air                    | Manzini | [ 40 ]                                                         |
| الخطوط الجوية الإثيوبية         | مطار أديس أبابا بولي الدولي | [ 41 ]                                                         |
| الاتحاد للطيران                 | مطار أبو ظبي الدولي | [ 42 ]                                                         |
| Fastjet Zimbabwe                | مطار جوشوا مقابوكو نكومو الدولي، مطار روبرت غابريل موجابي الدولي، مطار شلالات فيكتوريا | [ 43 ]                                                         |
| FlySafair                       | Bloemfontein، مطار كيب تاون، مطار الملك شاكا الدولي، East London ‏، George، مطار سير سيووساغور رامغولام الدولي، Port Elizabeth ‏، مطار عبيد أماني كرومي الدولي | [ 44 ] [ 45 ]                                                  |
| Global Aviation                 | عارض: مطار عبيد أماني كرومي الدولي | [ 46 ]                                                         |
| الخطوط الجوية الكينية           | مطار جومو كينياتا الدولي | [ 47 ] [ 48 ]                                                  |
| الخطوط الجوية الملكية الهولندية | مطار سخيبول أمستردام | [ 49 ] [ 12 ]                                                  |
| الخطوط الجوية الموزمبيقية       | Beira، مطار مابوتو الدولي، NampulaF، PembaG، Vilanculos | [ 50 ] [ 51 ]                                                  |
| لاتام البرازيل                  | مطار غواروليوس الدولي (تستأنف 2 سبتمبر 2023) | [ 52 ] [ 53 ]                                                  |
| LIFT                            | مطار كيب تاون، مطار الملك شاكا الدولي | [ 54 ] [ 55 ] [ 56 ]                                           |
| لوفتهانزا                       | مطار فرانكفورت | [ 57 ]                                                         |
| Malawi Airlines ‏                | Blantyre، مطار ليلونغوي الدوليH | [ 58 ]                                                         |
| Proflight Zambia                | Ndola | [ 59 ]                                                         |
| كانتاس                          | مطار سيدني موسمي: مطار بيرث | [ 60 ] [ 61 ]                                                  |
| الخطوط الجوية القطرية           | مطار حمد الدوليI | [ 62 ]                                                         |
| Royal Zambian Airlines          | مطار كينيث كاوندا الدولي | [ 63 ]                                                         |
| الخطوط الجوية الرواندية         | مطار كيغالي الدوليJ، مطار كينيث كاوندا الدولي | [ 64 ]                                                         |
| الخطوط الجوية السنغافورية       | مطار شانغي سنغافورةL | [ 65 ] [ 66 ] [ 67 ]                                           |
| خطوط جنوب إفريقيا الجوية        | مطار كوتوكا الدولي، Blantyre، مطار كيب تاون، مطار الملك شاكا الدولي، مطار روبرت غابريل موجابي الدولي، مطار ندجيلي، مطار مورتالا محمد الدولي، مطار ليلونغوي الدولي، مطار كينيث كاوندا الدولي، مطار مابوتو الدولي، مطار سير سيووساغور رامغولام الدولي، مطار جومو كينياتا الدولي، Port Elizabeth ‏، مطار شلالات فيكتوريا، مطار ويندهوك الدولي | [ 68 ] [ 69 ] [ 70 ] [ 71 ] [ 72 ] [ 73 ] [ 74 ] [ 75 ] [ 72 ] |
| الخطوط الجوية الدولية السويسرية | مطار زيورخ الدولي | [ 76 ]                                                         |
| الخطوط الجوية الأنغولية         | مطار كواترو دي فيفيريرو | [ 77 ]                                                         |
| الخطوط الجوية التركية           | مطار إسطنبول الدولي | [ 78 ]                                                         |
| الخطوط الجوية الأوغندية         | مطار إنتيبي الدولي | [ 79 ]                                                         |
| الخطوط الجوية المتحدة           | مطار نيوآرك ليبرتي الدولي | [ 80 ] [ 81 ]                                                  |
| خطوط فيرجن أتلانتيك الجوية      | مطار لندن هيثرو | [ 82 ]                                                         |
| Zambia Airways                  | Livingstone، مطار كينيث كاوندا الدولي | [ 83 ]                                                         |

ملاحظات
- ^A: تتوقف هذه الرحلة في والفيز باي. ولكن لا تتمتع شركة النقل بحقوق نقل الركاب فقط بين والفيس باي وسانت هيلانة.
- ^B: تتوقف هذه الرحلة في مطار سانت هيلينا.
- ^C: تتوقف هذه الرحلة في مطار دوالا الدولي أو مطار ليون مبا الدولي.
- ^D: تتوقف هذه الرحلة في مطار دوالا الدولي ومطار مورتالا محمد الدولي.
- ^E: تتوقف هذه الرحلة في مطار لوبومباشي الدولي.
- ^F: تتوقف هذه الرحلة في Beira.
- ^G: بعض هذه الرحلات تتوقف في مطار مابوتو الدولي.
- ^H: تتوقف هذه الرحلة في Blantyre.
- ^I : تتوقف الرحلة في ديربان وغابورون على التوالي. ولكن لا تمتلك شركة النقل هذه حق نقل الركاب فقط بين جوهانسبرج وديربان أو غابورون.
- ^J: تتوقف هذه الرحلة في مطار كينيث كاوندا الدولي.
- ^K: تتوقف الرحلة في مابوتو وديربان على التوالي. ولكن لا تمتلك شركة النقل هذه حق نقل الركاب فقط بين جوهانسبرج ومابوتو أو ديربان.
- ^L: هذه الرحلة في الأساس من سنغافورة إلى كيب تاون وتوقف في جوهانسبرج. ولكن فإن الناقل ليس لديه الحق فيي نقل الركاب فقط بين جوهانسبرج وكيب تاون.
- ^M هذه الرحلة في الأساس من أتلانتا إلى كيب تاون وتوقف في جوهانسبرج. ولكن فإن الناقل ليس لديه الحق فيي نقل الركاب فقط بين جوهانسبرج وكيب تاون.

### الشحن
| شركـات طيـران            | الوجهات | Refs    |
| ------------------------ | --- | ------- |
| Astral Aviation          | مطار كينيث كاوندا الدولي، مطار جومو كينياتا الدولي | [ 84 ]  |
| خطوط تي أن تي الجوية     | مطار جومو كينياتا الدولي | [ 85 ]  |
| BidAir Cargo             | مطار كيب تاون، مطار جوليوس نيريري، مطار الملك شاكا الدولي، East London ‏، George، مطار روبرت غابريل موجابي الدولي، مطار كيغالي الدولي، Livingstone، مطار سير سيووساغور رامغولام الدولي، مطار جومو كينياتا الدولي، Port Elizabeth ‏، مطار شلالات فيكتوريا، مطار ويندهوك الدولي | [ 86 ]  |
| كارغولوكس                | مطار لوكسمبورغ | [ 87 ]  |
| مصر للطيران للشحن        | مطار القاهرة الدولي | [ 88 ]  |
| الإمارات للشحن الجوي     | مطار آل مكتوم الدولي | [ 89 ]  |
| الخطوط الجوية الإثيوبية  | مطار أديس أبابا بولي الدولي | [ 90 ]  |
| الاتحاد للطيران          | مطار جومو كينياتا الدولي | [ 91 ]  |
| فيديكس إكسبرس            | مطار دبي الدولي، مطار جومو كينياتا الدولي | [ 92 ]  |
| لوفتهانزا للشحن          | مطار فرانكفورت، مطار مورتالا محمد الدولي، مطار جومو كينياتا الدولي | [ 93 ]  |
| Magma Aviation           | مطار جومو كينياتا الدولي | [ 94 ]  |
| Martinair                | مطار سخيبول أمستردام، مطار روبرت غابريل موجابي الدولي، مطار جومو كينياتا الدولي | [ 95 ]  |
| الخطوط الجوية القطرية    | مطار حمد الدولي | [ 96 ]  |
| الخطوط السعودية للشحن    | مطار الملك عبد العزيز الدولي | [ 97 ]  |
| Singapore Airlines Cargo | مطار جومو كينياتا الدولي، مطار شانغي سنغافورة | [ 98 ]  |
| الخطوط الجوية التركية    | مطار إسطنبول الدولي | [ 99 ]  |
| Uganda Air Cargo         | مطار إنتيبي الدولي | [ 100 ] |

## الإحصائيات

### عدد الركاب
شاهد source Wikidata query and sources.
| السنة    | الرحلات الدولية | الرحلات الدولية | الرحلات الإقليمية | الرحلات الإقليمية | الرحلات المحلية | الرحلات المحلية | الرحلات العارضة | الرحلات العارضة | المجموع    | المجموع   |
| السنة    | عدد الركاب      | % التغير        | عدد الركاب        | % التغير          | عدد الركاب      | % التغير        | عدد الركاب      | % التغير        | عدد الركاب | % التغير  |
| -------- | --------------- | --------------- | ----------------- | ----------------- | --------------- | --------------- | --------------- | --------------- | ---------- | --------- |
| 2006–07  | 6,958,277       | غير متوفر       | 651,642           | غير متوفر         | 10,094,758      | غير متوفر       | 89,423          | غير متوفر       | 17,794,100 | غير متوفر |
| 2007–08  | 7,645,647       | ▲9.9%           | 714,717           | ▲9.7%             | 11,009,841      | ▲9.1%           | 87,293          | ▼2.4%           | 19,457,498 | ▲9.3%     |
| 2008–09  | 7,480,461       | ▼2.2%           | 730,387           | ▲2.2%             | 9,582,332       | ▼13.0%          | 91,679          | ▲5.0%           | 17,884,859 | ▼8.1%     |
| 2009–10  | 7,489,211       | ▲0.1%           | 762,033           | ▲4.3%             | 9,270,478       | ▼3.3%           | 74,481          | ▼18.8%          | 17,596,203 | ▼1.6%     |
| 2010–11  | 7,965,594       | ▲6.4%           | 794,477           | ▲4.3%             | 9,732,250       | ▲5.0%           | 150,824         | ▲102.5%         | 18,643,145 | ▲5.9%     |
| 2011–12  | 8,088,013       | ▲1.5%           | 846,067           | ▲6.5%             | 9,985,246       | ▲2.6%           | 84,216          | ▼44.2%          | 19,003,542 | ▲1.9%     |
| 2012–13  | 8,276,845       | ▲2.3%           | 826,676           | ▼2.3%             | 9,437,069       | ▼5.5%           | 80,669          | ▼4.2%           | 18,621,259 | ▼2.0%     |
| 2013-14  | 8,570,384       | ▲3.6%           | 894,670           | ▲8.2%             | 9,257,225       | ▼1.9%           | 98,709          | ▲22.3%          | 18,820,988 | ▲1.0%     |
| 2014-15  | 8 614 192       | ▲0.5%           | 914 644           | ▲2.2%             | 9 510 809       | ▲2.7%           | 95 448          | ▼3.4            | 19 135 093 | ▲1.7%     |
| 2015-16  | 8 791 210       | ▲2.1%           | 905 729           | ▼1.0%             | 10 586 823      | ▲11.3%          | 91 236          | ▼4.6%           | 20 374 998 | ▲6.5%     |
| 2016- 17 | 8 974 372       | ▲2.0%           | 931 594           | ▲2.8%             | 10 703 205      | ▲1.1%           | 83 609          | ▼8.3%           | 20 692 780 | ▲1.5%     |
| 2017- 18 | 9 237 487       | ▲2.9%           | 897 409           | ▼3.7%             | 11 018 062      | ▲2.9%           | 78 552          | ▼6.0%           | 21 231 510 | ▲2.6%     |
| 2018-19  | 9 156 517       | ▼0.8%           | 891 726           | ▼0.6%             | 11 193 511      | ▲1.6%           | 72 189          | ▼8.4%           | 21 313 943 | ▲0.4%     |
| 2019-20  | 8 773 298       | ▼4.2%           | 843 909           | ▼5.5%             | 11 213 778      | ▲0.2%           | 72 581          | ▲0.5%           | 20 903 566 | ▼1.9%     |
| 2020-21  | 635 873         | ▼172%           | 59 102            | ▼173%             | 3 264 655       | ▼109%           | 104 109         | ▲35.7%          | 4 063 739  | ▼134%     |
| 2021-22  | 2 533 745       | ▲119%           | 289 970           | ▲132%             | 6 738 796       | ▲69.4%          | 70 643          | ▼38.3%          | 9 633 154  | ▲81.3%    |

### عدد الطائرات
| السنة   | الرحلات الدولية | الرحلات الدولية | الرحلات الإقليمية | الرحلات الإقليمية | الرحلات المحلية | الرحلات المحلية | الرحلات العارضة | الرحلات العارضة | المجموع      | المجموع   |
| السنة   | عدد الطائرات    | % التغير        | عدد الطائرات      | % التغير          | عدد الطائرات    | % التغير        | عدد الطائرات    | % التغير        | عدد الطائرات | % التغير  |
| ------- | --------------- | --------------- | ----------------- | ----------------- | --------------- | --------------- | --------------- | --------------- | ------------ | --------- |
| 2006–07 | 53,003          | غير متوفر       | 17,684            | غير متوفر         | 114,917         | غير متوفر       | 26,037          | غير متوفر       | 211,641      | غير متوفر |
| 2007–08 | 59,031          | ▲11.4%          | 18,799            | ▲6.3%             | 121,621         | ▲5.8%           | 29,591          | ▲13.6%          | 229,042      | ▲8.2%     |
| 2008–09 | 57,559          | ▼2.5%           | 17,965            | ▼4.4%             | 109,372         | ▼10.1%          | 28,297          | ▼4.4%           | 213,193      | ▼6.9%     |
| 2009–10 | 59,382          | ▲3.2%           | 19,732            | ▲9.8%             | 103,166         | ▼5.7%           | 20,252          | ▼28.4%          | 202,532      | ▼5.0%     |
| 2010–11 | 63,414          | ▲6.8%           | 19,846            | ▼0.6%             | 105,627         | ▲2.4%           | 24,031          | ▲18.7%          | 212,918      | ▲5.1%     |
| 2011–12 | 63,233          | ▼0.3%           | 20,769            | ▲4.6%             | 107,053         | ▲1.3%           | 21,515          | ▼10.4%          | 212,570      | ▼0.1%     |
| 2012–13 | 63,610          | ▲0.3%           | 19,021            | ▼8.4%             | 95,869          | ▼10.4%          | 21,302          | ▼0.9%           | 199,802      | ▼6.0%     |
| 2013–14 | 66,993          | ▲6.0%           | 19,408            | ▲2.0%             | 96,788          | ▲0.9%           | 23,414          | ▲9.9%           | 206,603      | ▲3.4%     |
| 2014–15 | 65,874          | ▼1.6%           | 21,164            | ▲9.0%             | 103,612         | ▲6.5%           | 26,977          | ▲13.2%          | 217,627      | ▲5.0%     |
| 2015–16 | 65,910          | ▲0.1%           | 21,382            | ▲1.0%             | 110,741         | ▲6.8%           | 26,158          | ▼3.0%           | 224,191      | ▲3.0%     |
| 2016–17 | 65,705          | ▼0.3%           | 21,069            | ▼1.4%             | 110,173         | ▼0.5%           | 23,987          | ▼8.3%           | 220,934      | ▼1.5%     |
| 2017–18 | 66,214          | ▲0.7%           | 20,314            | ▼3.6%             | 108,599         | ▼1.4%           | 25,607          | ▲6.8%           | 220,644      | ▼0.1%     |